# Hieracium chlorolepidotum
Hieracium chlorolepidotum là một loài thực vật có hoa trong họ Cúc. Loài này được Ósk. mô tả khoa học đầu tiên năm 1966.